# Wahlen im Kanton Zürich 2019
- AL: 6
- Grüne: 22
- SP: 35
- GLP: 23
- EVP: 8
- CVP: 8
- FDP: 29
- SVP: 45
- EDU: 4

Die Wahlen im Kanton Zürich 2019 fanden am 24. März 2019 statt. Dabei wurden die 180 Mandate des Kantonsrats und die sieben Mitglieder des Regierungsrats neu gewählt.
Die fünf wieder angetretenen bisherigen Regierungsräte Mario Fehr, Jacqueline Fehr (beide SP), Ernst Stocker (SVP), Silvia Steiner (CVP) und Carmen Walker Späh (FDP) schafften die Wiederwahl problemlos. Neu sind zudem Martin Neukom (Grüne) und Natalie Rickli (SVP) gewählt.
Im Kantonsrat ergab sich eine deutliche Stärkung der ökologischen Kräfte (Grüne und glp), während die SVP starke Verluste erlitt. Die BDP verfehlte den Wiedereinzug in den Kantonsrat.

## Wahlverfahren

### Kantonsrat
Der Kantonsrat (Legislative) umfasst 180 Sitze, die alle vier Jahre neu gewählt werden. Dabei kommt in den 18 Wahlkreisen das Verhältniswahlrecht zur Anwendung. Durch das doppeltproportionale Zuteilungsverfahren («doppelter Pukelsheim») werden die Sitze zuerst nach dem gesamtkantonalen Ergebnis an die Listen verteilt (Oberzuteilung) und die erzielten Sitze dann auf die Wahlkreise verteilt (Unterzuteilung). Für die Teilnahme an der Sitzverteilung muss eine Partei in mindestens einem Wahlkreis die Fünf-Prozent-Hürde erreichen oder drei Prozent kantonsweit.
In jedem Wahlkreis dürfen die Wahlvorschläge (Listen) maximal so viele Kandidaten umfassen, wie Sitze zu vergeben sind. Jeder Kandidat darf höchstens zweimal auf einer Liste aufgeführt sein. Dabei kann jeder Wähler ebenfalls so viele Kandidaten wählen, wie Sitze zu vergeben sind und durch Panaschieren und Kumulieren einem Kandidaten höchstens zwei Stimmen geben. Jede Stimme für einen Kandidaten zählt zunächst als Parteistimme für die Sitzzuteilung auf die Parteien und danach als Stimme für den Kandidaten bei der Verteilung der Sitze auf die Parteikandidaten. Jeder Wahlvorschlag muss von mindestens 30 Wahlberechtigten unterzeichnet werden.
Listen, die aus unterschiedlichen Wahlkreisen stammen und denselben Namen tragen, werden als Listengruppe behandelt, deren Gesamtergebnis für die Oberzuteilung herangezogen wird. Listenverbindungen sind ausgeschlossen.
| Wahlkreisnummer | Wahlkreisname                 | Anzahl Vertreter (Veränderung) |
| --------------- | ----------------------------- | ------------------------------ |
| I               | Zürich, Stadtkreise 1 und 2   | 05 (+1)                        |
| II              | Zürich, Stadtkreise 3 und 9   | 12                             |
| III             | Zürich, Stadtkreise 4 und 5   | 05                             |
| IV              | Zürich, Stadtkreise 6 und 10  | 09                             |
| V               | Zürich, Stadtkreise 7 und 8   | 06                             |
| VI              | Zürich, Stadtkreise 11 und 12 | 12                             |
| VII             | Dietikon                      | 11                             |
| VIII            | Affoltern                     | 06                             |
| IX              | Horgen                        | 15                             |
| X               | Meilen                        | 12 (−1)                        |
| XI              | Hinwil                        | 11 (−1)                        |
| XII             | Uster                         | 16                             |
| XIII            | Pfäffikon                     | 07                             |
| XIV             | Stadt Winterthur              | 13                             |
| XV              | Winterthur-Land               | 07                             |
| XVI             | Andelfingen                   | 04                             |
| XVII            | Bülach                        | 18 (+1)                        |
| XVIII           | Dielsdorf                     | 11                             |

### Regierungsrat
Der Regierungsrat (Exekutive) umfasst sieben Sitze, die ebenfalls alle vier Jahre neu gewählt werden. Die Regierungsratswahl findet immer gleichzeitig zur Kantonsratswahl statt. Die Sitze werden nach dem Mehrheitswahlrecht vergeben. Gewählt sind im ersten Wahlgang diejenigen Kandidaten, die das absolute Mehr (Anzahl Stimmen geteilt durch die doppelte Anzahl der Sitze) erreicht haben. Sollte dies auf mehr Kandidaten zutreffen, als Sitze zu vergeben sind, sind jene sieben Kandidaten mit der höchsten Stimmenzahl gewählt. Werden im ersten Wahlgang nicht alle Sitze besetzt, findet ein zweiter Wahlgang statt, in dem das relative Mehr gilt, die Kandidaten mit der höchsten Stimmenzahl sind also gewählt.

## Ausgangslage
- AL: 5
- Grüne: 13
- SP: 36
- GLP: 14
- EVP: 8
- CVP: 9
- BDP: 5
- FDP: 31
- SVP: 54
- EDU: 5

Bei den vergangenen Kantonsratswahlen vom 12. April 2015 konnten die beiden grössten Parteien, die SVP und die SP ihre Wähleranteile halten, während die FDP insbesondere auf Kosten der Grünen und der glp stark zulegen konnte. Von den kleineren Parteien konnte vor allem die AL leicht dazugewinnen. Die Wahl wurde damals als Rechtsrutsch interpretiert. Die Zürcher Wahlen galten als wichtiger Gradmesser für die nationalen Wahlen im Herbst, bei der es dann tatsächlich auch zum Rechtsrutsch kam.
Bei den Regierungsratswahlen konnten die bisherigen Regierungsräte Thomas Heiniger (FDP), Mario Fehr (SP), Ernst Stocker und Markus Kägi (beide SVP) ihre Sitze verteidigen während der grüne Regierungsrat Martin Graf seinen Sitz überraschenderweise trotz Erreichen des absoluten Mehrs verlor. Für seine Abwahl galt der Fall «Carlos» als entscheidend. Neu gewählt wurden Silvia Steiner (CVP), Carmen Walker Späh (FDP) und Jacqueline Fehr (SP). Die CVP konnte somit ihren 2011 an die Grünen verlorenen Sitz wiedererlangen.
|  | Kandidat                 | Partei      | Stimmen | % des abs. Mehrs | Ergebnis |
|  | ------------------------ | ----------- | ------- | ---------------- | -------- |
|  | Thomas Heiniger (bisher) | FDP         | 150'557 | 165,65 %         | gewählt  |
|  | Mario Fehr (bisher)      | SP          | 146'307 | 160,98 %         | gewählt  |
|  | Ernst Stocker (bisher)   | SVP         | 145'205 | 159,76 %         | gewählt  |
|  | Markus Kägi (bisher)     | SVP         | 136'563 | 150,25 %         | gewählt  |
|  | Silvia Steiner           | CVP         | 118'477 | 130,35 %         | gewählt  |
|  | Carmen Walker Späh       | FDP         | 116'058 | 127,69 %         | gewählt  |
|  | Jacqueline Fehr          | SP          | 115'618 | 127,21 %         | gewählt  |
|  | Martin Graf              | Grüne       | 109'625 | 120,62 %         |          |
|  | Markus Bischoff          | AL          | 67'103  | 73,83 %          |          |
|  | Nik Gugger               | EVP         | 42'623  | 46,90 %          |          |
|  | Marcel Lenggernhager     | BDP         | 42'443  | 46,70 %          |          |
|  | Dani Schafroth           | parteilos   | 9'625   | 10,59 %          |          |
|  | Vereinzelte              | Vereinzelte | 72'224  | 79,46 %          |          |

Die rechtsbürgerlichen Parteien SVP und FDP hielten neu 85 von 180 Sitzen im Kantonsrat und konnten wahlweise mit der CVP oder mit der BDP und EDU eine Mehrheit vorfinden. Ab der zweiten Hälfte der Legislatur rückte die CVP näher an den bürgerlichen Block und ermöglichte in Wirtschafts-, Finanz- und Verkehrsfragen eine solide Mehrheit. Gegenüber der vorherigen Legislaturperiode verloren somit die Mitteparteien glp, EVP und BDP an Einfluss als Mehrheitbeschaffer.
Dennoch hatte die SVP während der Legislaturperiode im Parlament sowie bei Volksabstimmungen nur mässigen Erfolg und musste einige Abstimmungsniederlagen einstecken. Die FDP konnte zumindest im Kantonsrat ihre Vorhaben zu 94,5 % durchbringen. Die parlamentarische Linke konnte kaum eigene Vorhaben durchsetzen und konzentrierte sich auf Verhinderungspolitik, so brachte sie mehrere stark bürgerlich geprägte Gesetze an der Urne zu Fall. Dadurch konnte die bürgerliche Mehrheit hauptsächlich das Budget gestalten und sich sonst nur in weniger wichtigen Fragen durchsetzen. Die SP sprach daher von einer verlorenen Legislatur.
Bei den Kommunalwahlen im Jahr 2018 verlor die SVP massiv an Stimmenanteilen, während in den grösseren Städten vor allem die SP zulegen konnte. In der Stadt Zürich verpasste die CVP überraschend den Wiedereinzug in den Gemeinderat.

## Kandidaturen

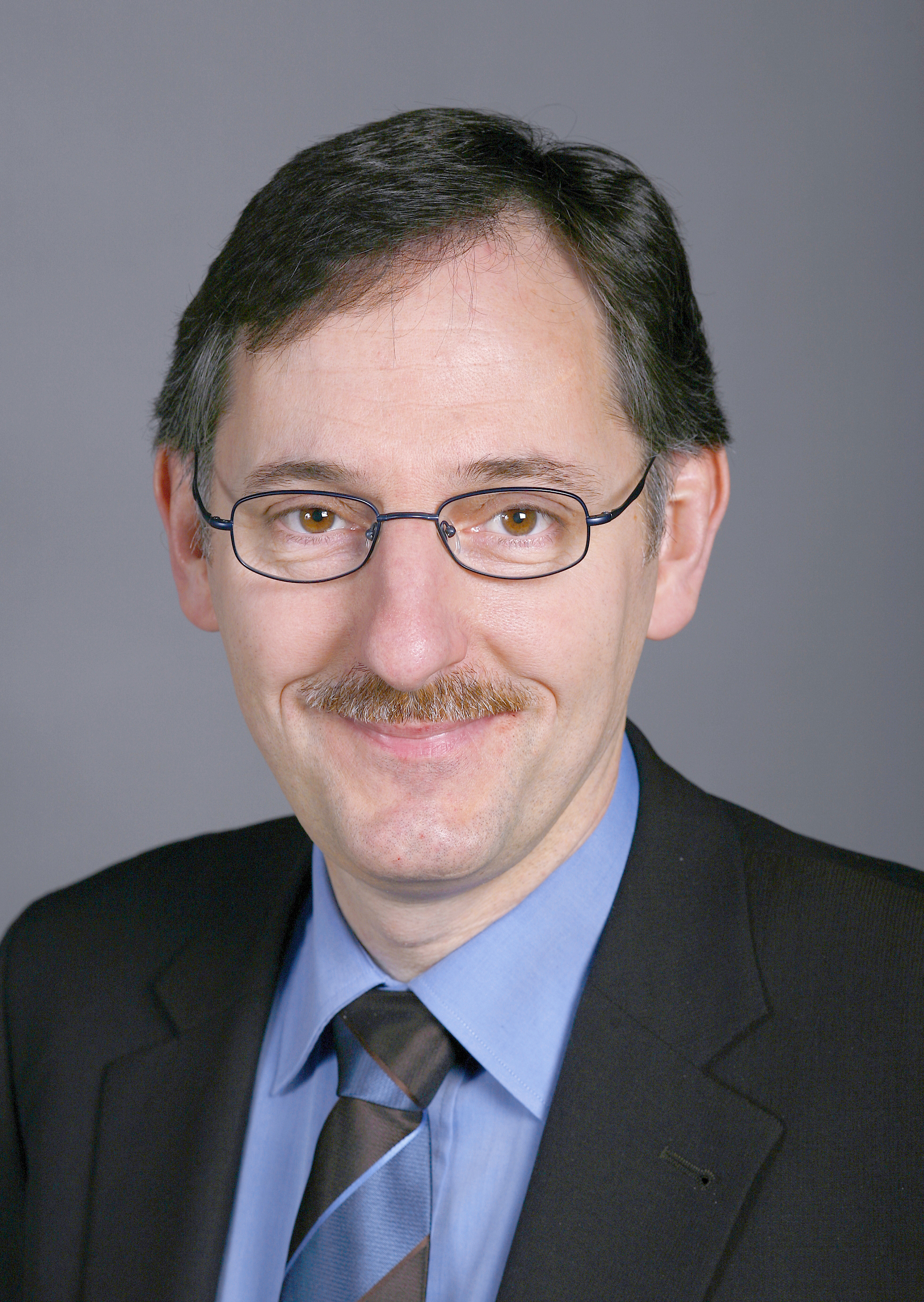
Mario Fehr
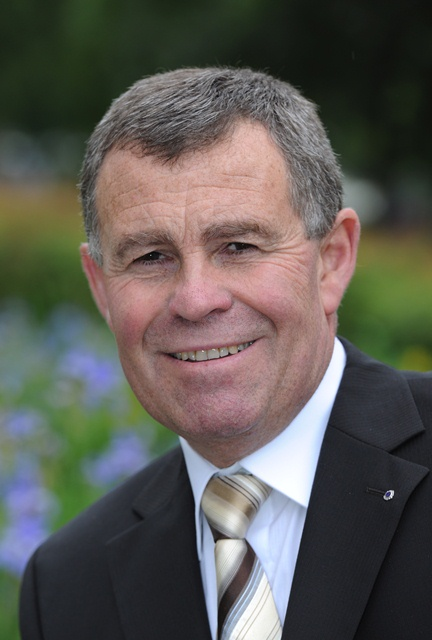
Ernst Stocker
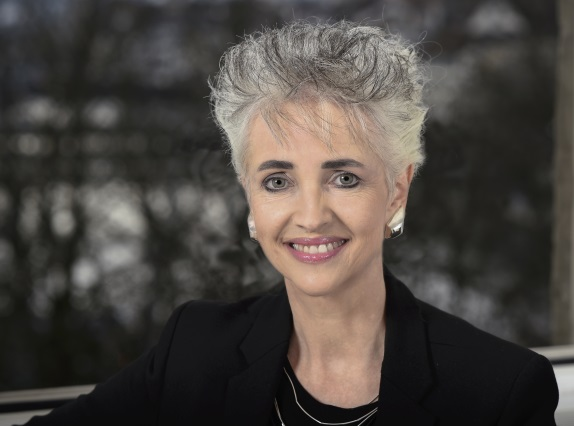
Carmen Walker Späh
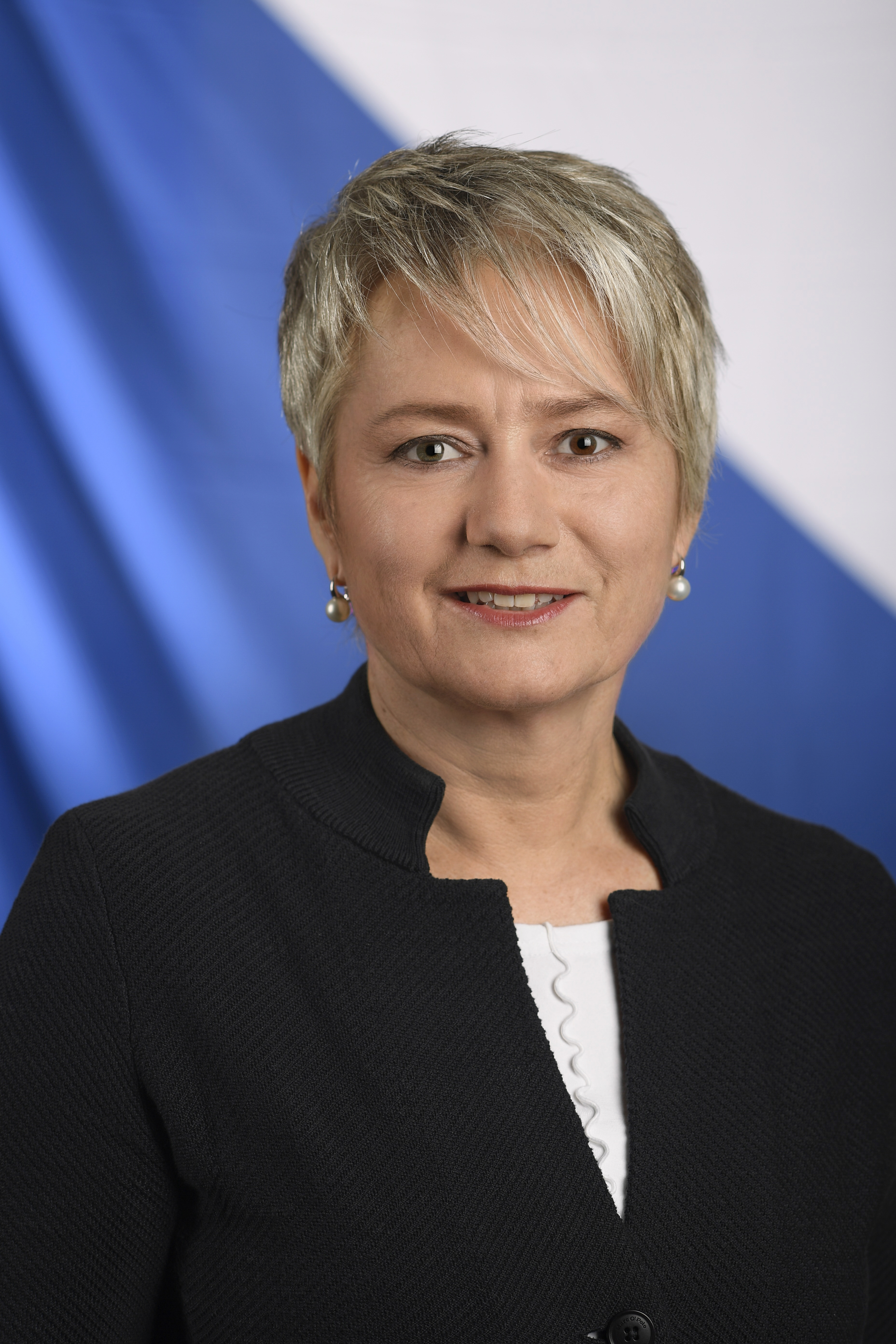
Jacqueline Fehr
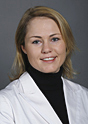
Natalie Rickli
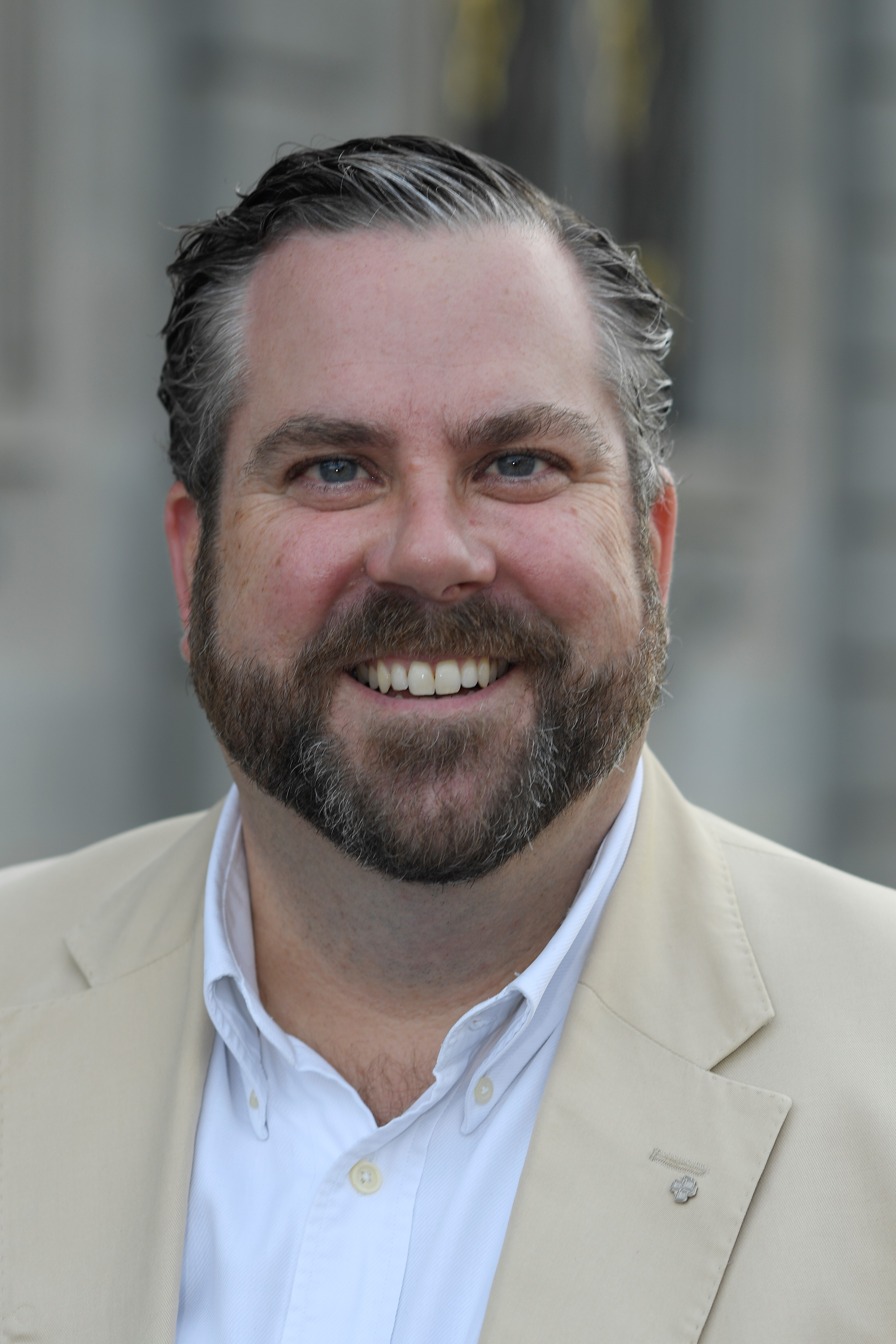
Thomas Vogel
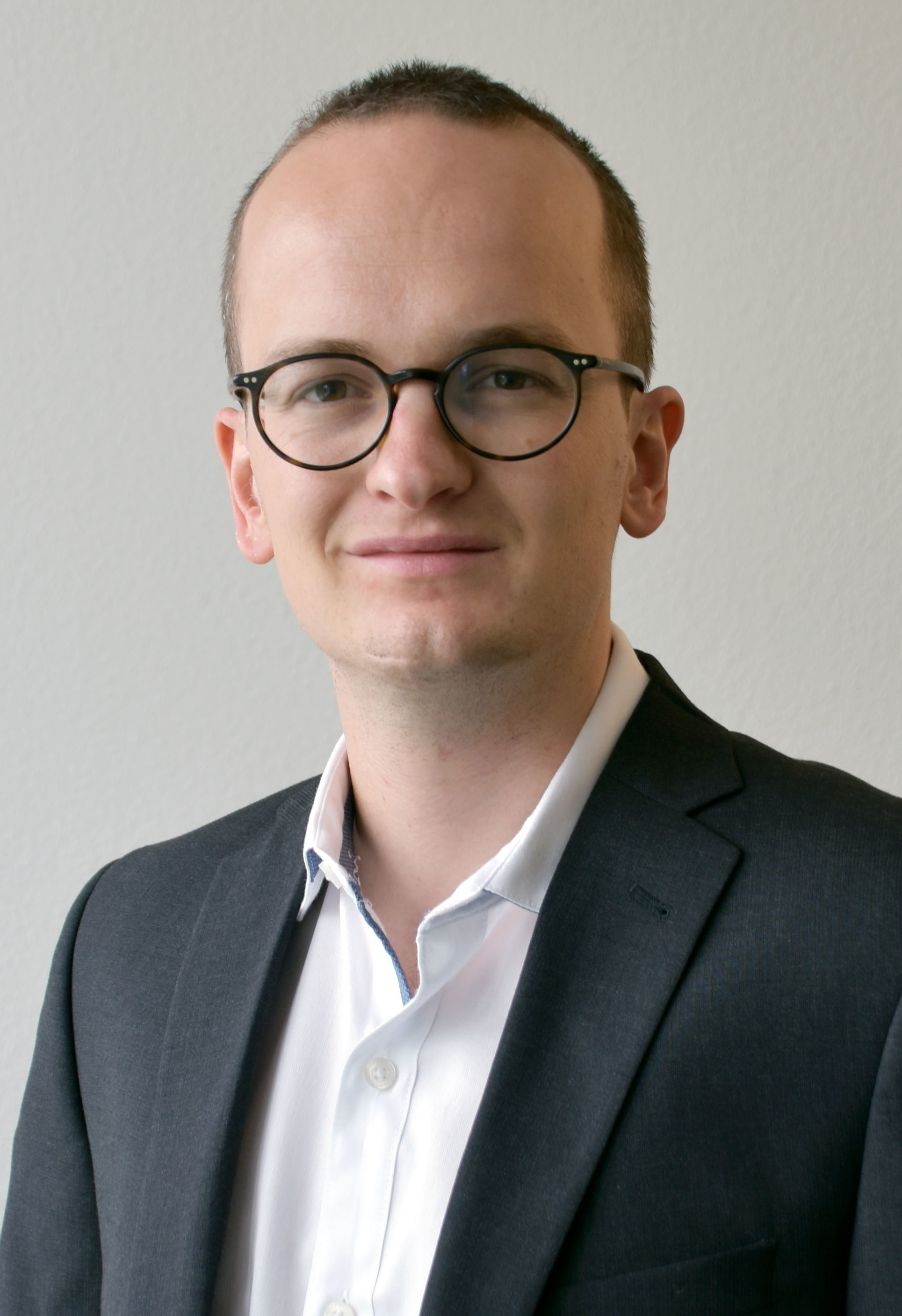
Martin Neukom
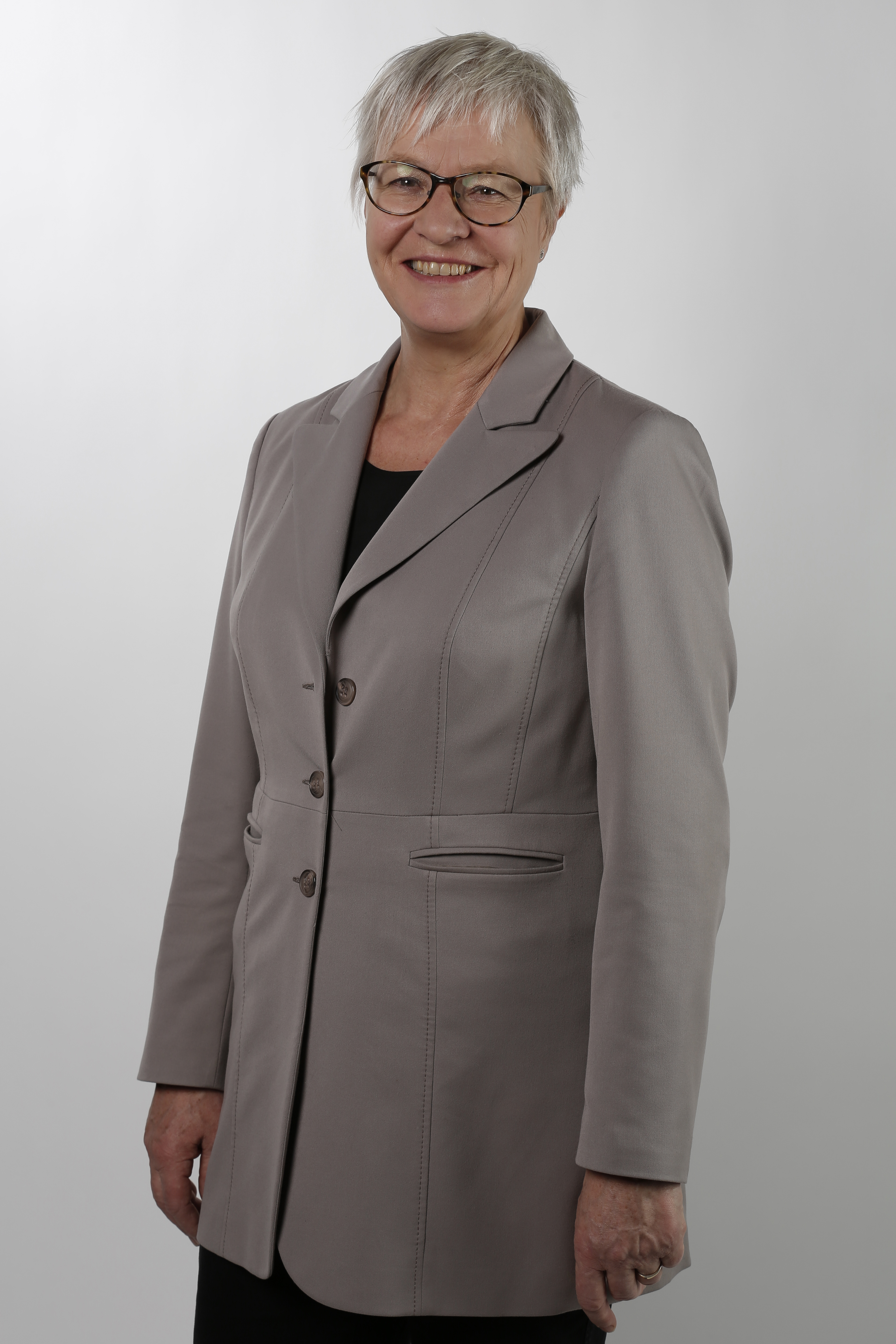
Rosmarie Quadranti

Die bisherigen Regierungsräte Mario Fehr, Jacqueline Fehr (beide SP), Ernst Stocker (SVP), Silvia Steiner (CVP) und Carmen Walker Späh (FDP) traten zur Wiederwahl an, während Thomas Heiniger (FDP) und Markus Kägi (SVP) auf eine erneute Kandidatur verzichteten. Für sie nominierten ihre jeweiligen Parteien Thomas Vogel (FDP, Präsident der Kantonsratsfraktion) und Natalie Rickli (SVP, Nationalrätin) als Ersatzkandidaten. Weitere Kandidierende waren Martin Neukom (Grüne), Jörg Mäder (glp), Hanspeter Hugentobler (EVP), Walter Angst (AL), Hans Egli (EDU), Rosmarie Quadranti (BDP) und Jan Linhart (parteilos).
Für den Kantonsrat bewarben sich insgesamt 13 Listen mit 1734 Kandidierenden. Die SVP (180 Kandidaten), SP (180), FDP (180), glp (180), Grüne (179), CVP (176), EVP (179), AL (176) und EDU (145) traten in allen 18 Wahlkreisen an. Die bisher ebenfalls im Kantonsrat vertretene BDP trat mit 107 Kandidaten in 15 Wahlkreisen an. Neu traten die PdA mit 37 Kandidaten in sechs Wahlkreisen und die neugegründeten Parteien Die Guten (12) und Helvida (3) in jeweils einem Wahlkreis an. Von den 2015 angetretenen Listen standen die Piraten, Juso und IP Zürich nicht mehr zur Wahl.

## Wahlkampf
Das «bürgerliche Bündnis» aus SVP, FDP und CVP bestritt einen gemeinsamen Wahlkampf für ihre fünf Regierungsratskandidaten. Ähnliche Bündnisse gab es schon bei vergangenen kantonalen und kommunalen Wahlen im Kanton Zürich. Ein gegen die FDP gerichtetes SVP-Flugblatt sorgte allerdings zwei Wochen vor der Wahl für Aufsehen, woraufhin eine mögliche Spaltung der bürgerlichen Wählerschaft vermutet wurde.
Im linken Spektrum empfahl die SP die Kandidaten der Grünen und der AL zur Wahl. Letztere zwei empfahlen ihre gegenseitigen Kandidaten sowie die SP-Kandidatin Jacqueline Fehr, nicht aber Mario Fehr, zur Wiederwahl. Mario Fehrs Nomination war in der SP umstritten und wurde von der Stadtzürcher SP, der Juso, Grünen und AL kritisiert, da er als Hardliner in der Asylpolitik galt. 2015 hatte Mario Fehr sogar vorübergehend seine SP-Mitgliedschaft sistiert, weil er von der Juso wegen des Kaufs von Spionage-Software angezeigt worden war. Hingegen galt er bei Wählern aus allen Lagern als beliebt.
Die politische Mitte, bestehend aus glp, EVP und BDP, gab erstmals gegenseitige Wahlempfehlungen ab.
Infolge der Debatte um die anhaltenden Klimastreiks wurde das Klima zum dominierenden Wahlkampfthema. Die Grünen und die Grünliberalen wurden zu möglichen Profiteuren erklärt. Der FDP wurden trotz Kurskorrektur in der Klimapolitik keine Vorteile zugeschrieben. Die fehlende Konjunktur in den Kernthemen der SVP, der Asyl- und Zuwanderungspolitik, wurde als möglicher Grund für Verluste der SVP vermutet. Die umstrittene Europapolitik der SP um die zwiespältige Haltung zum Rahmenabkommen EU-Schweiz und dem daraus folgenden medienwirksamen Parteiübertritt von Chantal Galladé zur europafreundlichen glp sorgte bei der zuletzt bei den Kommunalwahlen sehr erfolgreichen SP für einen Abwärtstrend («Galladé-Effekt»).

## Umfragen
| Institut    | Datum          | SVP  | SP   | FDP  | glp  | GPS | CVP | EVP | AL  | EDU | BDP |
| ----------- | -------------- | ---- | ---- | ---- | ---- | --- | --- | --- | --- | --- | --- |
| Sotomo      | 2. März 2019   | 28,2 | 18,5 | 17,7 | 10,0 | 9,3 | 4,7 | 4,0 | 2,9 | 2,4 | 1,9 |
| Letzte Wahl | 12. April 2015 | 30,0 | 19,7 | 17,3 | 7,6  | 7,2 | 4,9 | 4,3 | 3,0 | 2,7 | 2,6 |

| Institut | Datum           | M. Fehr | Stocker | Walker Späh | Steiner | J. Fehr | Rickli | Vogel | Neukom | Mäder | Quadranti | Angst | Hugen- tobler | Egli |
| -------- | --------------- | ------- | ------- | ----------- | ------- | ------- | ------ | ----- | ------ | ----- | --------- | ----- | ------------- | ---- |
| Sotomo   | 2. März 2019    | 65      | 54      | 54          | 52      | 49      | 44     | 42    | 38     | 30    | 24        | 19    | 10            | 6    |
| Sotomo   | 10. Januar 2019 | 65,8    | 57,5    | 56,0        | 53,6    | 49,5    | 50,0   | 40,3  | 35,0   | 28,4  | 23,0      | 17,9  | 7,5           | 4,7  |

Bemerkungen: Angaben in Prozent. Das Datum bezeichnet den mittleren Zeitpunkt der Umfrage, nicht den Zeitpunkt der Publikation der Umfrage.

## Ergebnisse der Kantonsratswahlen
Die Ergebnisse der Kantonsratswahlen stärkten die ökologischen Kräfte (Grüne und glp) massiv. Zwar war in den Umfragen eine solche Tendenz erwartet worden, aber nicht im eingetroffenen Umfang. Im Nachgang war von einer grünen Welle die Rede. Als Hauptgrund wurden die Klimastreiks in den vorangegangenen Wochen vermutet.
Für die bürgerlichen Parteien wurde der Wahlausgang als Debakel gewertet. Hauptverliererin war die SVP, die ihr schlechtestes Wahlergebnis seit 1991 erzielte. Auch ihre bisherigen Bündnisparteien im bürgerlichen Block (FDP, CVP und EDU) verloren leicht an Stimmen und Sitzen. Ihre bisherige Mehrheit von 99 aus 180 Sitzen reduzierte sich auf eine Minderheit von 86 Sitzen. Die tendenziell grün stimmenden Parteien SP, glp, GPS, EVP und AL erreichten damit eine Mehrheit von 94 Sitzen. In Fragen der Sozial- und Finanzpolitik wird hingegen erwartet, dass die bürgerlichen Parteien zusammen mit der glp eine Mehrheit vorfinden.
Die BDP verpasste die Fünf-Prozent-Hürde in allen Wahlkreisen und schied somit aus dem Kantonsrat aus. Alle anderen bisherigen vertretenen Kleinparteien zogen wieder in das Parlament ein, allerdings verlor die EDU durch einen Sitzverlust ihren Fraktionsstatus.
Die Zürcher Wahlen gelten generell als Gradmesser für die nationalen Wahlen im darauffolgenden Herbst. Es wird daher erwartet, dass die SVP-FDP-Mehrheit im Nationalrat unter Druck gerät.
|  | Partei                              | Wähler | Prozent (+/−) | Prozent (+/−) | Sitze (+/−) | Sitze (+/−) |
|  | ----------------------------------- | ------ | ------------- | ------------- | ----------- | ----------- |
|  | Schweizerische Volkspartei          | 74'563 | 24,46 %       | − 5,56 %p     | 45          | − 9         |
|  | Sozialdemokratische Partei          | 58'870 | 19,31 %       | − 0,36 %p     | 35          | − 1         |
|  | FDP. Die Liberalen                  | 47'747 | 15,66 %       | − 1,66 %p     | 29          | − 2         |
|  | Grünliberale Partei                 | 39'342 | 12,91 %       | + 5,27 %p     | 23          | + 9         |
|  | Grüne Partei                        | 36'309 | 11,91 %       | + 4,69 %p     | 22          | + 9         |
|  | Christlichdemokratische Volkspartei | 13'086 | 4,29 %        | − 0,59 %p     | 08          | − 1         |
|  | Evangelische Volkspartei            | 12'928 | 4,24 %        | − 0,03 %p     | 08          | ± 0         |
|  | Alternative Liste                   | 9'593  | 3,15 %        | + 0,17 %p     | 06          | + 1         |
|  | Eidgenössisch-Demokratische Union   | 6'926  | 2,27 %        | − 0,39 %p     | 04          | − 1         |
|  | Bürgerlich-Demokratische Partei     | 4'655  | 1,53 %        | − 1,09 %p     | 0           | − 5         |
|  | Partei der Arbeit                   | 530    | 0,17 %        | neu           | 0           | neu         |
|  | Die Guten                           | 260    | 0,09 %        | neu           | 0           | neu         |
|  | Helvida                             | 12     | 0,00 %        | neu           | 0           | neu         |

Stärkste Partei nach Wahlkreisen und Sitzverteilung
Stärkste Partei nach Auszählkreisen

## Ergebnisse der Regierungsratswahlen
In den Umfragen war erwartet worden, dass die bisherigen Regierungsräte wiedergewählt würden und die SVP und FDP ihre zurückgetretenen Regierungsräte ersetzen werden können. Kurz vor der Wahl zeichnete jedoch sich ab, dass Thomas Vogels Wahl durch den grünen Kandidaten Martin Neukom gefährdet würde. Dennoch galt Neukoms Wahl, auch wegen seiner relativen Unbekanntheit, als Überraschungserfolg. Der Verlust des zweiten Regierungsratssitzes durch die FDP galt hingegen als historische Niederlage, da der Zürcher Freisinn noch nie mit weniger als zwei Sitzen vertreten war.
|  | Kandidat                    | Partei      | Stimmen | % des abs. Mehrs | Ergebnis |
|  | --------------------------- | ----------- | ------- | ---------------- | -------- |
|  | Mario Fehr (bisher)         | SP          | 173'231 | 167,60 %         | gewählt  |
|  | Jacqueline Fehr (bisher)    | SP          | 149'104 | 144,26 %         | gewählt  |
|  | Ernst Stocker (bisher)      | SVP         | 140'951 | 136,37 %         | gewählt  |
|  | Silvia Steiner (bisher)     | CVP         | 135'481 | 131,08 %         | gewählt  |
|  | Carmen Walker Späh (bisher) | FDP         | 126'229 | 122,13 %         | gewählt  |
|  | Martin Neukom               | Grüne       | 121'229 | 117,87 %         | gewählt  |
|  | Natalie Rickli              | SVP         | 116'096 | 112,33 %         | gewählt  |
|  | Thomas Vogel                | FDP         | 109'624 | 106,06 %         |          |
|  | Jörg Mäder                  | glp         | 93'782  | 90,74 %          |          |
|  | Walter Angst                | AL          | 81'754  | 79,10 %          |          |
|  | Rosmarie Quadranti          | BDP         | 52'677  | 50,97 %          |          |
|  | Hanspeter Hugentobler       | EVP         | 41'860  | 40,50 %          |          |
|  | Hans Egli                   | EDU         | 23'702  | 22,93 %          |          |
|  | Jan Linhart                 | parteilos   | 7'264   | 7,03 %           |          |
|  | Vereinzelte                 | Vereinzelte | 73'417  |                  |          |